# المغرب في ألعاب البحر الأبيض المتوسط 2018

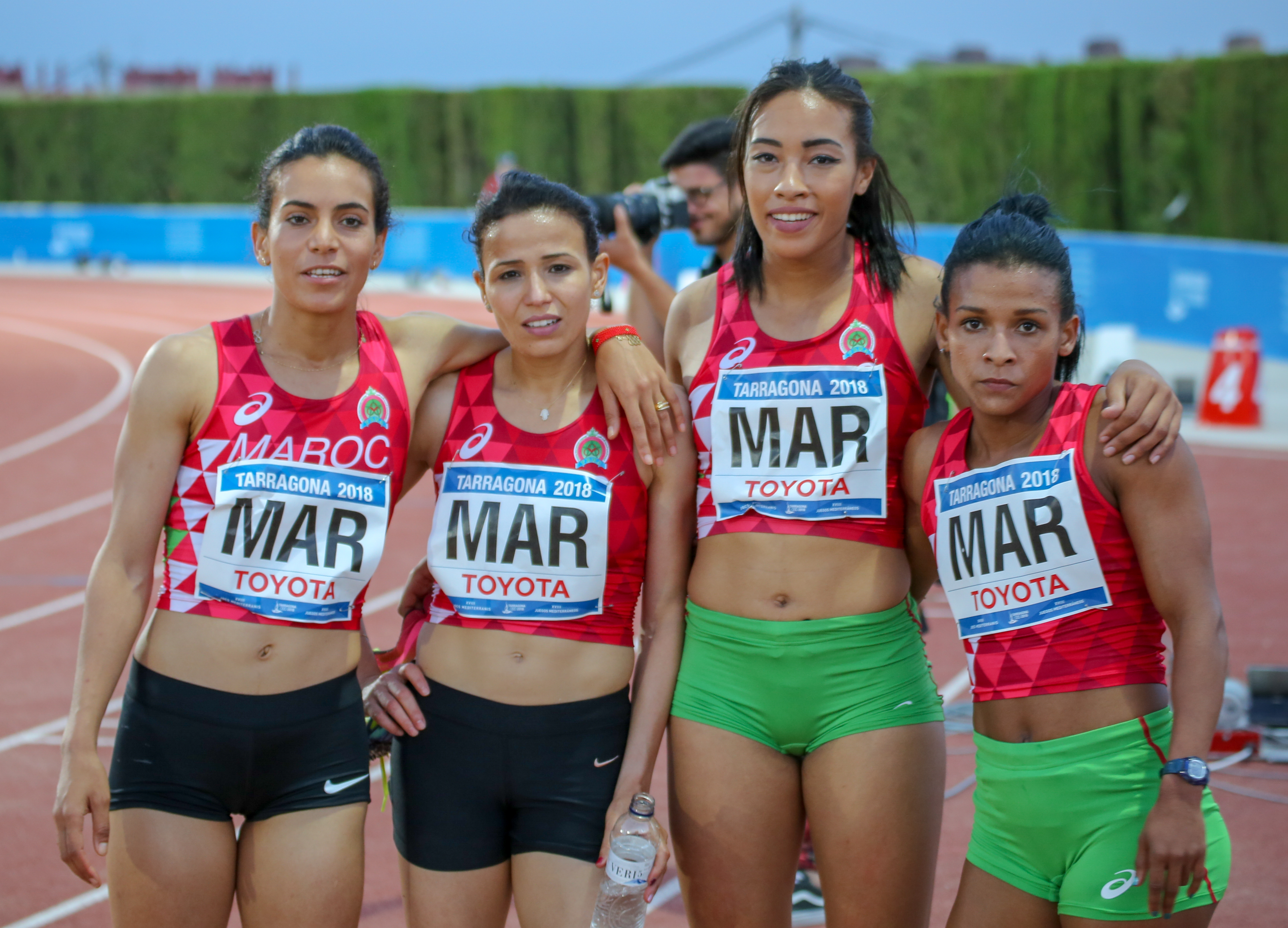

يشارك المغرب في ألعاب البحر الأبيض المتوسط 2018 المنظمة في طراغونة (إسبانيا) بين 22 يونيو و1 يوليو 2018.

يمثل المغرب في هذه المشاركة 114 رياضيا.

## مقالات ذات صلة
- المغرب في ألعاب البحر الأبيض المتوسط

## روابط خارجية
- الموقع الرسمي لألعاب البحر الأبيض المتوسط 2018.
- صفحة المغرب على الموقع الرسمي لألعاب 2018.